# North Loup
North Loup és una població dels Estats Units a l'estat de Nebraska. Segons el cens del 2000 tenia 339 habitants.

## Demografia
Segons el cens del 2000, North Loup tenia 339 habitants, 159 habitatges, i 83 famílies. La densitat de població era de 319,2 habitants per km².
Dels 159 habitatges en un 22% hi vivien nens de menys de 18 anys, en un 49,7% hi vivien parelles casades, en un 1,9% dones solteres, i en un 47,2% no eren unitats familiars. En el 42,8% dels habitatges hi vivien persones soles el 26,4% de les quals corresponia a persones de 65 anys o més que vivien soles. El nombre mitjà de persones vivint en cada habitatge era de 2,13 i el nombre mitjà de persones que vivien en cada família era de 3,06.
Per edats la població es repartia de la següent manera: un 24,8% tenia menys de 18 anys, un 2,9% entre 18 i 24, un 20,1% entre 25 i 44, un 20,6% de 45 a 60 i un 31,6% 65 anys o més.
L'edat mediana era de 46 anys. Per cada 100 dones de 18 o més anys hi havia 99,2 homes.
La renda mediana per habitatge era de 20.288 $ i la renda mediana per família de 25.750 $. Els homes tenien una renda mediana de 21.750 $ mentre que les dones 15.000 $. La renda per capita de la població era de 12.672 $. Aproximadament el 22,1% de les famílies i el 24,1% de la població estaven per davall del llindar de pobresa.

## Poblacions més properes
El següent diagrama mostra les poblacions més properes.